# Répceszentgyörgy
Répceszentgyörgy is een plaats (község) en gemeente in het Hongaarse comitaat Vas. Répceszentgyörgy telt 134 inwoners (2001).